# Anders Jensen til Essendrup
Anders Jensen (død 1355) til Essendrup, det senere Gammel Estrup ved Randers var en anset jysk adelsmand. Han nævnes i 1340, da det i den da afsluttende fred bestemtes, at han skulle have sin af Greve Gert indtagne Borg tilbage.
Anders Jensen var gift med Johanne Nielsdatter Brock til Nielstrup, Bregenholm (Vrads herred) og Fårevejle, der i 1355 skrives til Essendrup, hvilken gård blev afbrændt i 1359 af Kong Valdemar på grund af Fru. Johannes ivrige deltagelse i den ved Hr. Niels Bugges drab foranledigede jyske opstand, holdt i 1372 skifte med sin bror Esge Brock, men døde selv samme år.
Anders Jensens våbenskjold var i sølv-felt en fra skjoldfoden opstående blå spids og på hjelmen to harniskklædt arme, hver holdende et langskaftet med påfuglefjer besat spejl , hvilket hjelmtegn dog senere i det 16. århundrede ændres til to væbnede arme holdende et spejl, i hvilken skikkelse der er optaget i det grevelige Skeel’ske våben.
Denne Anders Jensen var muligvis beslægtet med den gamle jyske slægt Dal, der angives til at have ført et lignende mærke i sit våben, men dette forekommer ligeledes på den tid ført af flere skånske og sjællandske slægte, så man kan også blandt disse kunne søge Anders Jensens ukendte herkomst.
Anders Jensen og Johanne Brock havde en søn Jens Andersen til Essendrup.